# Kutjevo
Kutjevo este un oraș în cantonul Požega-Slavonia, Croația, având o populație de 6.247 de locuitori (2011).

## Demografie
Componența etnică a orașului Kutjevo
     Croați (95,12%)
     Sârbi (2,67%)
     Cehi (1,17%)
     Necunoscut (0,08%)
     Neclasificat (0,74%)
Componența confesională a orașului Kutjevo
     Catolici (95,09%)
     Ortodocși (2,99%)
     Protestanți (1,06%)
     Necunoscută (0,34%)
     Alte religii (0,53%)
Conform recensământului din 2011, orașul Kutjevo avea 6.247 de locuitori. Din punct de vedere etnic, majoritatea locuitorilor (95,12%) erau croați, existând și minorități de sârbi (2,67%) și cehi (1,17%). Apartenența etnică nu este cunoscută în cazul a 0,08% din locuitori. Din punct de vedere confesional, majoritatea locuitorilor (95,09%) erau catolici, existând și minorități de ortodocși (2,99%) și protestanți (1,06%). Pentru 0,34% din locuitori nu este cunoscută apartenența confesională.